# Mike Enzi
Michael Bradley "Mike" Enzi (født 1. februar 1944 i Bremerton, død 26. juli 2021) var en amerikansk republikansk politiker. Han var medlem af USA's senat valgt i Wyoming fra 1997 indtil 2021.
Seks måneder efter at have forladt Senatet kom Enzi til skade i en cykel-ulykke, hvor han brækkede nakken og flere ribben. Han døde tre dage senere af sine kvæstelser i en alder af 77 år.